# Serdecznik
Serdecznik (Leonurus L.) – rodzaj roślin należących do rodziny jasnotowatych. Obejmuje ok. 25 gatunków. Rośliny te rosną głównie w Azji, w basenie Morza Śródziemnego, w tym w Europie (także w Polsce) rośnie jeden gatunek – serdecznik pospolity L. cardiaca. Roślina ta wykorzystywana była w ziołolecznictwie oraz uzyskiwano z niej zielony barwnik. Lokalnie jako roślina lecznicza wykorzystywany był także L. japonicus i L. sibiricus.

## Morfologia

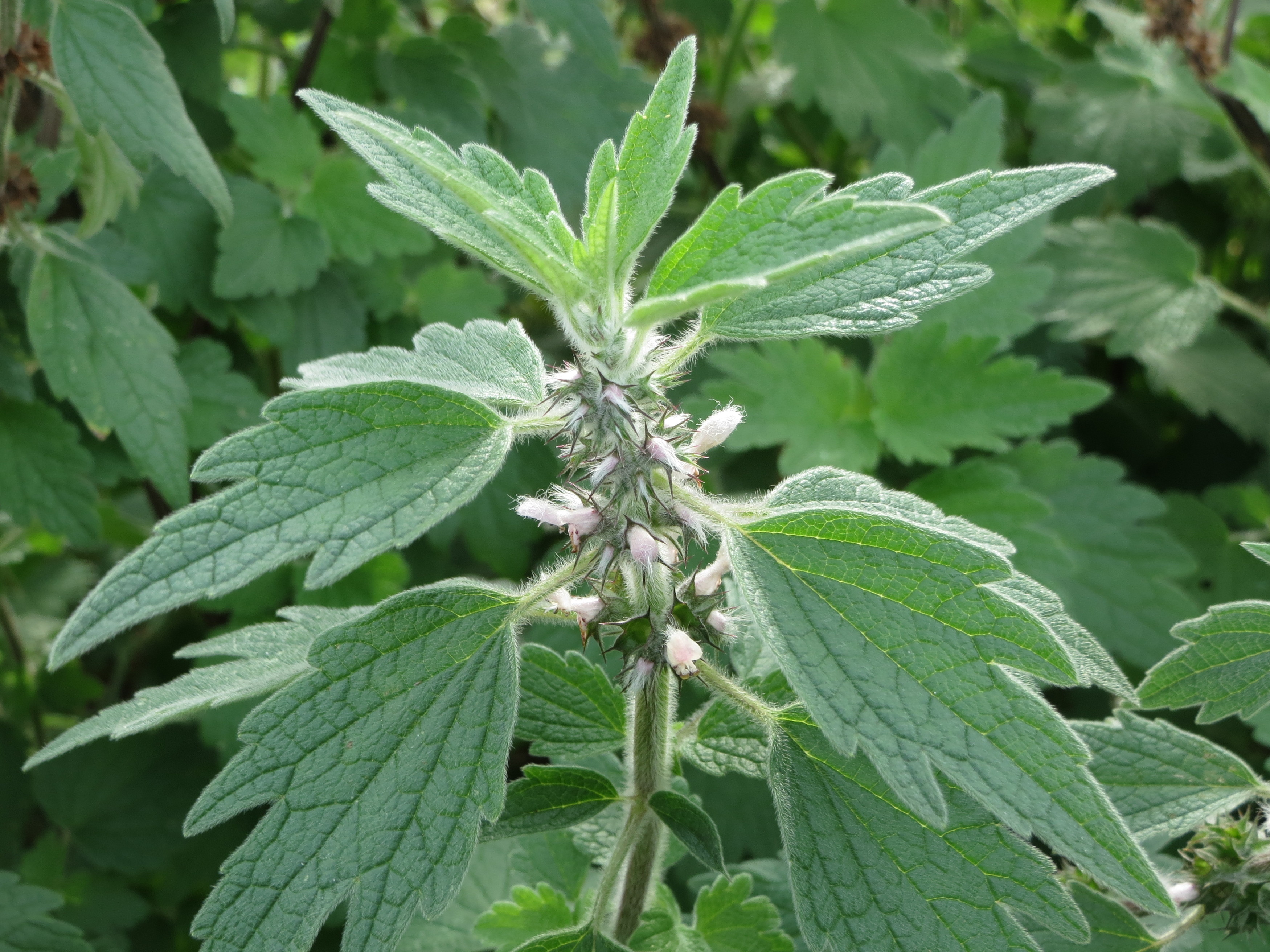
Serdecznik pospolity

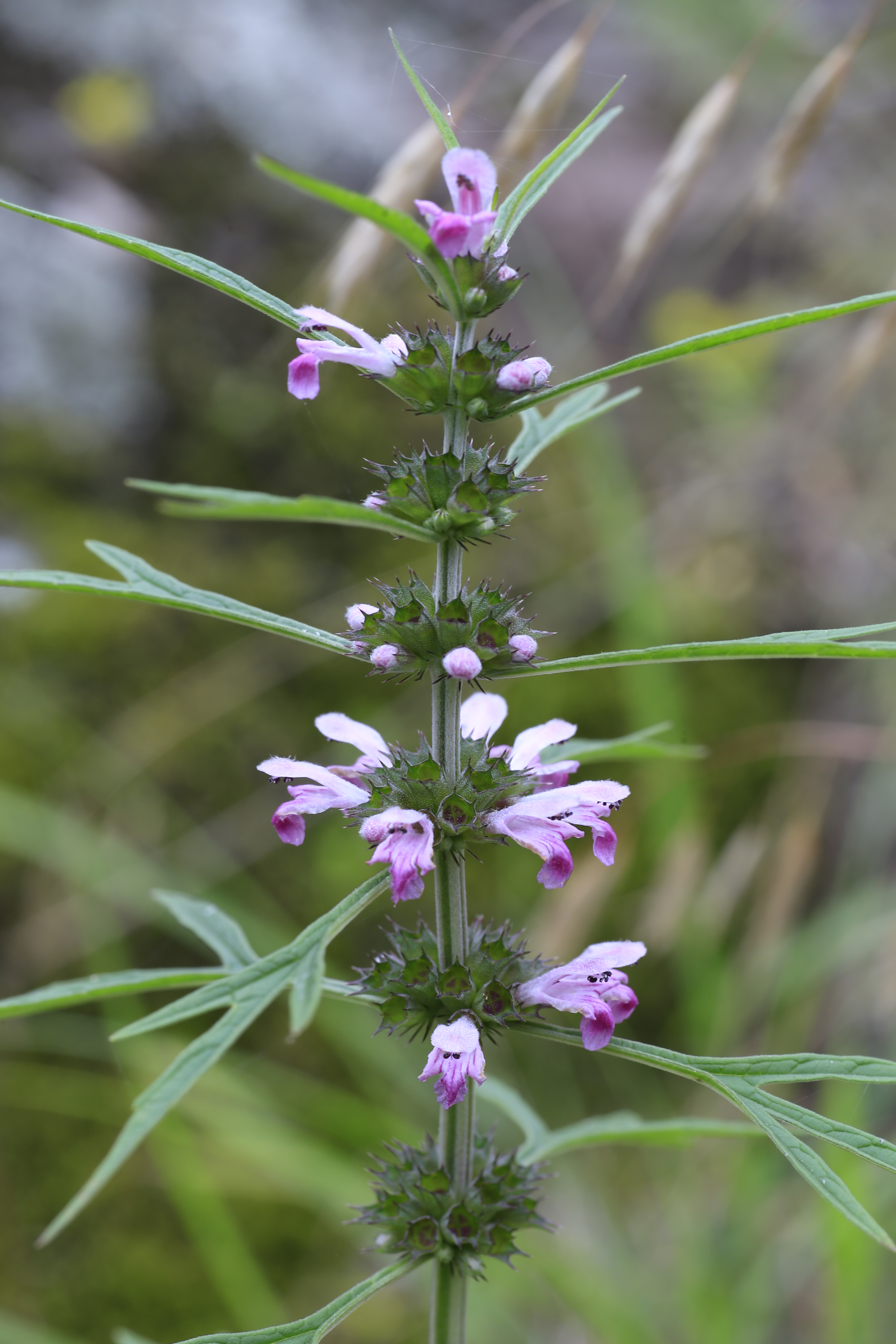
Leonurus japonicus

PokrójByliny osiągające do 1 m wysokości, często z wieloma łodygami.
LiścieNaprzemianległe, pozbawione zapachu, zwykle głęboko wcinane i w efekcie trój- lub pięciołatkowe.
KwiatyDrobne, zebrane w licznych okółkach. Kielich zrosłodziałkowy, zakończony 5 sztywnymi, kolczastymi ząbkami. Korona zrosłopłatkowa, jasnofioletowa. Płatki tworzą rurkę zakończoną dwiema wargami, górną kapturkowatą, owłosioną i dolną trójłatkową. Pręciki cztery. Zalążnia złożona z dwóch owocolistków, dwukomorowa, w każdej komorze z dwoma zalążkami. Szyjka słupka pojedyncza, cienka.
OwoceCzterodzielne rozłupnie, rozpadające się na cztery pojedyncze, trójkanciaste rozłupki z włoskami na końcu.

## Systematyka
Synonimy taksonomiczne
Cardiaca Mill.
Homonimy taksonomiczne
Leonurus Mill.
Pozycja taksonomiczna
Rodzaj z plemienia Leonureae z podrodziny Lamioideae z rodziny jasnotowatych (Lamiaceae Lindl.). Dawniej włączano tu pod nazwą Leonurus marrubiastrum wyodrębniany w osobny rodzaj jako szczeciogon szantowaty Chaiturus marrubiastrum.
Wykaz gatunków
- Leonurus cardiaca L. – serdecznik pospolity
- Leonurus chaituroides C.Y.Wu & H.W.Li
- Leonurus deminutus V.I.Krecz.
- Leonurus glaucescens Bunge
- Leonurus incanus V.I.Krecz. & Kuprian.
- Leonurus japonicus Houtt.
- Leonurus kuprijanoviae Krestovsk.
- Leonurus macranthus Maxim.
- Leonurus mongolicus V.I.Krecz. & Kuprian.
- Leonurus nuristanicus Murata
- Leonurus panzerioides Popov
- Leonurus persicus Boiss.
- Leonurus pseudomacranthus Kitag.
- Leonurus pseudopanzerioide s Krestovsk.
- Leonurus pubescens Benth.
- Leonurus quinquelobatus Gilib.
- Leonurus royleanus Benth.
- Leonurus sibiricus L. – serdecznik syberyjski
- Leonurus tataricus L.
- Leonurus tibeticus Krestovsk.
- Leonurus turkestanicus V.I.Krecz. & Kuprian.
- Leonurus urticifolius C.Y.Wu & H.W.Li
- Leonurus villosissimus C.Y.Wu & H.W.Li
- Leonurus wutaishanicus C.Y.Wu & H.W.Li